# Wheels Magazine
Wheels Magazine är en svensk tidskrift som mest skriver om jänkare och Hot Rods. Tidningen grundades 1977 och ges ut 12 gånger per år. 
Chefredaktör Sture Torngren[källa behövs]